# Uomini coraggiosi (film 1937)
Uomini coraggiosi (The Great Barrier) è un film del 1937 diretto da Geoffrey Barkas e Milton Rosmer.